# Ayn
Ayn är en kommun i departementet Savoie i regionen Auvergne-Rhône-Alpes i sydöstra Frankrike. Kommunen ligger i kantonen Le Pont-de-Beauvoisin som tillhör arrondissementet Chambéry. År 2022 hade Ayn 390 invånare.

## Befolkningsutveckling
Antalet invånare i kommunen Ayn
| Referens: INSEE |